# Haute-Vigneulles
Haute-Vigneulles – miejscowość i gmina we Francji, w regionie Grand Est, w departamencie Mozela.
Według danych na rok 1990 gminę zamieszkiwały 384 osoby, a gęstość zaludnienia wynosiła 40 osób/km² (wśród 2335 gmin Lotaryngii Haute-Vigneulles plasuje się na 674. miejscu pod względem liczby ludności, natomiast pod względem powierzchni na miejscu 623.).